# Villaperuccio
Villaperuccio là một đô thị ở tỉnh Sud Sardegna trong vùng Sardegna, có cự ly khoảng 40 km về phía tây nam của Cagliari và khoảng 13 km về phía đông nam của Carbonia. Tại thời điểm ngày 31 tháng 12 năm 2004, đô thị này có dân số 1.094 người và diện tích là 36,3 km².
Villaperuccio giáp các đô thị: Narcao, Nuxis, Perdaxius, Piscinas, Santadi, Tratalias.